# 麥肯基物理療法
麥肯基物理療法（McKenzie method）全名为麦肯基力学诊断与治疗方法，由新西兰物理治疗师罗宾·麦肯基发展的“力学诊断与治疗（MDT）”，是一涵盖脊柱和四肢的评估、诊断和物理治療的系统。
麥肯基於20世纪50年代末開始研究，1981年正式提出此系统 ，麦肯基物理疗法涉及脊柱伸展练习，与威廉斯提出的腰椎屈曲练习相对。